# Quỹ đạo Molniya

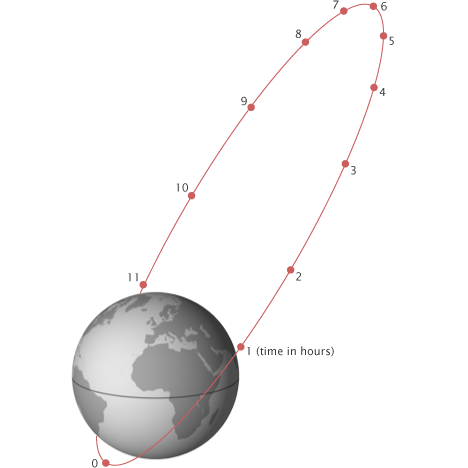
Quỹ đạo Molniya

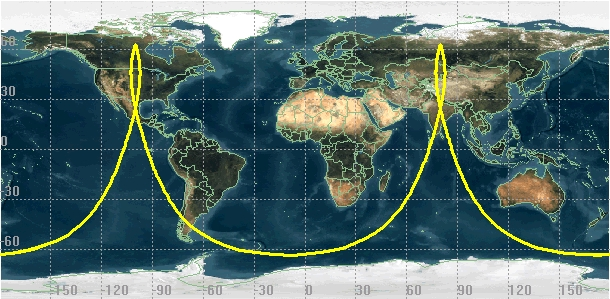
Figure 2: Di chuyển trên mặt đất của Quỹ đạo Molniya.

Quỹ đạo Molniya (tiếng Nga: Молния, IPA: [ˈmolnʲɪjə]) là một loại quỹ đạo vệ tinh. Chúng là những quỹ đạo hình elip với độ nghiêng 63,4 độ, góc nghiêng là 270 độ và một chu kỳ quỹ đạo khoảng một nửa ngày. Tên này xuất phát từ một loạt vệ tinh thông tin liên lạc Molniya của Liên Xô đã sử dụng loại quỹ đạo này từ giữa những năm 1960.
Vệ tinh trong quỹ đạo Molniya chủ yếu được sử dụng để cung cấp thông tin liên lạc và giám sát vùng phủ sóng trên các khu vực vĩ độ cao, nơi các vệ tinh địa tĩnh xuất hiện ở độ cao thấp hơn mức cần thiết.

## Lịch sử
Việc sử dụng đầu tiên của quỹ đạo Molniya là trong loạt vệ tinh truyền thông cùng tên. Sau hai lần ra mắt vào năm 1964, vệ tinh thành công đầu tiên sử dụng quỹ đạo này, Molniya 1-01, được phóng vào ngày 23 tháng 4 năm 1965. Vệ tinh Molniya-1 ban đầu được sử dụng chủ yếu cho truyền thông quân sự tầm xa, nhưng cũng được trang bị camera được sử dụng để theo dõi thời tiết và/hoặc đánh giá các khu vực rõ ràng đối với các vệ tinh gián điệp. Vệ tinh Molniya ban đầu có tuổi thọ khoảng 1,5 năm, vì quỹ đạo của chúng bị gián đoạn do nhiễu loạn, và chúng phải được thay thế liên tục.
Sản phẩm kế nhiệm của nó, Molniya-2, cung cấp cả phát thanh truyền hình quân sự và dân sự, và được sử dụng để tạo ra mạng truyền hình Orbita, trải rộng trên lãnh thổ Liên Xô. Nó lần lượt được thay thế bằng thiết kế Molniya-3, tiếp theo là các vệ tinh Mayak và Meridian vào năm 1997 và 2002.
Các vệ tinh cảnh báo sớm US-K của Nga, quan sát các vụ phóng tên lửa của Mỹ đã được phóng theo quỹ đạo Molniya từ năm 1967, như một phần của hệ thống theo dõi Oko.